# Застава ЕЗ9/ЕЗ40
Застава ЕЗ9/ЕЗ40 представља наставак развоја пиштоља Застава ЦЗ99. Развијен је као оружје за личну одбрану, а може се користити и као службено оружје. Због својих добрих конструктивних рјешења, добре ергономије и савремених технолошких метода израде, ово оружје се истиче својом прецизношћу, тачношћу и функционалношћу. Застава ЕЗ9 и ЕЗ40 се разликују само по калибру.

## Карактеристике
Начин дејства овог пиштоља је полуаутоматски, а врста операције је кратки трзај цијеви. Функционише као оружје једноструког или двоструког дејства. Храњење се изводи из дворедног одвојивог магацина - оквира капацитета 15 метака. Поседује команде са обе стране па га могу користити и љеваци и дешњаци. Индикатор напуњености показује да ли се метак налази у цијеви. Навлака пиштоља се израђује легираног челика, корице су од полимера а рам је израђен од Ал легуре. Челични дијелови се брунирају, а алуминијски дијелови се фосфатирају и фарбају. Нишани су четвртасти, са бијелим тачкама и олакшавају нишањење у условима слабе видљивости.

## ЕЗ9 Компакт/ЕЗ40 Компакт
Застава ЕЗ9 Компакт је варијанта обичне Заставе ЕЗ9 код којег је промијењена дужина оружја, а задржане остале балистичке перформансе.